# إيمان الباني
 إيمان الباني (1982 -) ملكة جمال المغرب لسنة 2006، وممثلة مغربية شاركت في مجموعة من الأعمال الدرامية. سواء في المغرب الذي كان لها أول ظهور فيه من خلال مسلسل «نسيب الحاج عزوز». ولتنتقل بعد ذلك إلى مصر وهناك سيتعرف عليها الجمهور العربي عامة من خلال أعمال درامية متنوعة أبرزها فيلم «عمليات خاصة»، ولتنتقل بعد هذا إلى مجال الإعلانات والموضة في بريطانيا.
تزوجت الممثل التركي مراد يلدريم سنة 2016.